# Семюел Гарріс
Семюел Д. Гарріс (1903, Україна — 2002, США) — фахівець з дитячої стоматології (США).

## Біографія
Походить з українських емігрантів (спочатку до Канади (1904), потім — США (1910).
Навчався у Вищій стоматологічній школі Мічиганського університету (1924).
Самуель Гарріс все життя присвятив розвитку дитячої стоматології.
1927 — заснував Американське товариство дитячих стоматологів, був ініціатором та брав активну участь в організації 18 національних товариств стоматологів та Міжнародної асоціації дитячих стоматологів.
Самуель Гарріс мав нагороди Мічиганського університету та Американського стоматологічного товариства.
Його іменем названий Національний музей стоматології у США.